# Kristina Akheeva
Kristina Akheeva est une mannequin et actrice de Bollywood australienne née le 1er novembre 1986 à Khabarovsk (Russie). 

## Biographie
Kristina Akheeva naît à Khabarovsk, en Russie, le 1er novembre 1986 et y reste jusqu'à ses sept ans, avant de vivre le reste de sa scolarité en Australie.
Elle est d'abord mannequin, puis devient actrice.
Elle fait ses débuts à Bollywood dans Yamla Pagla Deewana 2 (en) et à Tollywood dans Galipatam (en).